# Ludwig Siebert
Ludwig Siebert (Ludwigshafen, 17 de octubre de 1874 - Prien am Chiemsee, 1 de noviembre de 1942) fue un político nazi y primer ministro bávaro de 1933 a 1942.

## Biografía
Siebert nació en Ludwigshafen, en la entonces región bávara de Palatinado, en 1874. Estudió derecho y, después, se convirtió en funcionario del Reino de Baviera. Se desempeñó como fiscal en Neustadt an der Weinstraße, y más tarde en Fürth. Siebert fue alcalde de Rothenburg ob der Tauber de 1908 a 1919. Posteriormente, en 1919, se convirtió en alcalde de Lindau y, mientras ocupaba este cargo en 1931, se unió al Partido Nacionalsocialista Obrero Alemán (luego de haber militado en el Partido Popular Bávaro).
Se convirtió en Ministro presidente de Baviera en 1933 tras la llegada al poder de Adolf Hitler. Como primer ministro de Baviera, Siebert no tenía el poder y la autoridad que sus antecesores tenían en la República de Weimar. En esta posición, se involucró en una lucha de poder con el Reichstatthalter de Baviera, Franz Ritter von Epp.
También ocupó los cargos de Ministro de Finanzas (1933–1942) y de Economía (1933-1934/1936-1942) de Baviera.
Inició el llamado "Programa Siebert" para combatir el desempleo en Baviera. El programa resultó insuficiente para crear nuevos empleos debido a la falta de fondos dentro del gobierno bávaro y de apoyo del gobierno alemán.
Siebert también tenía órdenes personales de Hitler para ocuparse de la restauración de todos los castillos en Alemania y estuvo especialmente interesado en la restauración de la histórica ciudad de Rothenburg ob der Tauber desde 1937 hasta 1941.
Desde 1933 hasta su muerte, fue presidente de la junta directiva de la Bayerische Berg-, Hütten- und Salzwerke AG (BHS), una gran empresa minera bávara. También se desempeñó desde 1939 hasta 1942 como jefe de la Deutsche Akademie, un antecesor del Instituto Goethe.
Tras su muerte en noviembre de 1942, le sucedió Paul Giesler.